# Годовецкий, Евгений Зиновьевич
Евгений Зиновьевич Годовецкий (род. 24 декабря 1946, Ленинград, СССР) – советский художник-космист, сценограф театра и телевидения, искусствовед, поэт. Закончил Ленинградское высшее художественно-промышленное училище имени В. И. Мухиной. Участник персональных и коллективных выставок в музеях и галереях Санкт-Петербурга.

## Творчество
Евгения Годовецкого называют художником-мистиком, художником-символистом, стремящимся через знак-изображение прикоснуться к непознаваемому. Наиболее часто встречающаяся техника мастера – живопись маслом на холсте, оргалите, ткани.
Направление мысли живописца и его эстетические воззрения отчетливо выражены в его композициях «Первозданность», «На берегах звездной реки», «То, что было раньше и будет всегда», «Где-то на дороге к Богу...», «В неустойчивом мираже уплывающего времени», «Осознание», «Путь Мгновения на ладони Нирваны», «Медитация» и др.
Эксперты часто относят живопись Годовецкого к космизму, в котором источником вдохновения для творца выступают бесконечные миры Вселенной, её дыхание, звуки и краски. Особое влияние на формирование мировоззрения Евгения Годовецкого оказало творчество Николая Рериха. Оба художника продолжают традицию национальной культуры – от древнерусской иконописи до символистских прозрений. Оба стремятся распознать в окружающем мире знаки Универсума, почувствовать и передать мистическую связь Человека с Космосом.

## Выставки
Первые полотна Годовецкого стали достоянием публики в 90-е годы: «Одна секунда Вечности», «Много лет во вселенской печали искать мою Землю...», «Через прозрачность миров», «Восход Голубой Звезды», «Душою пролетающей...», цикл «В бесконечности близких и дальних дорог», триптих «Одиночество» и другие.
В начале 2000-х годов в Музее космонавтики и ракетной техники (Иоанновский равелин Петропавловской крепости) прошла совместная выставка художников-космистов, где были представлены и работы Евгения Годовецкого. Спустя некоторое время в Невской куртине состоялась персональная выставка «Формула молчания» – в экспозицию вошли произведения мастера, созданные им в течение 20 лет.
Названия последних выставок: «Воспоминания, открывшие истину», «Свет Оттуда», «Существую значит Соединяю», «Не прожить дважды», «В равновесии вопросов и ответов», «Странники».
Евгений Годовецкий участвовал в проектах Выставочно-музейного комплекса Петропавловской крепости «Невская куртина», где выставлялись известные российские и зарубежные художники Александр Китаев, Глеб Богомолов, Алексей Кострома (Семенов), Ольга и Александр Флоренские, Х. Ван де Перре (Бельгия) и др.
В Государственном концертно-выставочном комплексе «Смольный собор» его работы экспонировались на коллективных выставках петербургских художников, среди которых Михаил Аникушин, Вячеслав Шилов, Олег Яхнин, Виктор Богорад и др.
Картины Е. Годовецкого демонстрировались в Выставочном зале Московского района, где проводятся персональные, групповые и тематические выставки, и в частной галерее «Орлов», также организующей совместные выставки живописцев и графиков. Среди экспонентов галереи – Давид Боровский, Иннокентий Благодатов, Марина Бусарева, Юрий Ершов и др.